# 肉桂腈
肉桂腈是一种有机化合物，化学式为C9H7N。反式肉桂腈可由碘苯和丙烯腈在碳酸钾存在下、乙酸钯催化下反应得到，或由反式-β-溴苯乙烯和亚铁氰酸钾在碱存在下、钯配合物催化下反应得到；顺式异构体则可由顺式-β-溴苯乙烯在相同反应条件下反应得到。反式异构体在(–)-核黄素存在下于乙腈中光照（402 nm），也能转化为顺式异构体。

## 反应
肉桂腈在钯催化下加氢，可以得到苯丙腈。它和NMO在四氧化锇催化下反应，可以得到α,β-二羟基苯丙腈。